# Szotland
Szotland (německy Schottland) je polské sídlo, součást města Władysławowa, ležící na pobřeží Puckého zálivu Baltského moře.
Jedná se o nejstarší sídelní jednotku Władysławowa. Název pochází pravděpodobně z německého názvu pro Skotsko.
Místo bylo v dřívějších dobách obývané pouze rybáři, v současnosti je stále více využíváno turisticky. 
Poblíž se nachází přírodní rezervace Słone Łąki, součást Pobřežní chráněné krajinné oblasti (Nadmorski Park Krajobrazowy), vyhlášená v roce 1999. Žijí zde vzácné a přísně chráněné druhy živočichů a halofytů. Zdrojem zasolení jsou brakické vody Puckého zálivu. Rozloha rezervace je 27,72 ha, leží mezi počátkem Helské kosy a vesnicí Swarzewo. 